# 12. huzarski polk (Avstro-Ogrska)
Za druge 12. polke glejte 12. polk.
12. huzarski polk je bil konjeniški polk avstro-ogrske skupne vojske.

## Zgodovina
Polk je bil ustanovljen leta 1800. 

### Prva svetovna vojna
Polkovna narodnostna sestava leta 1914 je bila sledeča: 96% Madžarov in 4% drugih.
Polkovne enote so bile garnizirane v Aradu (štab, II. divizion) in Kikindi (I. divizion).

## Poveljniki polka
- 1859: Roman Sołtyk[5]
- 1865: Friedrich von Marburg[6]
- 1879: Constantin Duka von Dukafalu[7]
- 1908: Theodor von Worafka[8]
- 1914: Bela von Vecsey[9]